# Fond stochastique d'ondes gravitationnelles
Le fond stochastique d'ondes gravitationnelles est un fond aléatoire d'ondes gravitationnelles imprégnant l'Univers, qui est détectable par des expériences sur les ondes gravitationnelles, comme les Pulsar Timing Array. Le signal peut être intrinsèquement aléatoire, comme celui issu de processus stochastiques dans l’Univers primitif, ou peut être produit par une superposition incohérente d’un grand nombre de sources d’ondes gravitationnelles faibles, indépendantes et non résolues, comme les binaires de trous noirs supermassifs. La détection d'un fond d'ondes gravitationnelles peut fournir des informations inaccessibles par tout autre moyen sur la population source astrophysique, comme d'hypothétiques anciens trous noirs supermassifs binaires, et les processus de l'Univers primitif, comme le phénomène théorique d'inflation et les cordes cosmiques.

## Sources d'un fond stochastique
Plusieurs sources potentielles de fond sont identifiées, couvrant différentes bandes de fréquences et produisant des fonds avec des propriétés statistiques différentes. Les sources du fond stochastique peuvent être divisées en deux catégories : les sources cosmologiques et les sources astrophysiques.

### Sources cosmologiques
Les fonds stochastiques cosmologiques peuvent provenir de plusieurs sources de l’univers primitif. Cela inclut par exemple l'inflation, un mécanisme théorisé dans lequel l'univers primitif s'est étendu extrêmement rapidement dans les instants suivant le Big Bang, les mécanismes de « préchauffage » suivant l'inflation impliquant le transfert d'énergie des particules d'inflaton vers la matière ordinaire, les transitions de phase cosmologiques dans l'univers primitif (telles que la transition de phase électrofaible), les cordes cosmiques, etc. Bien que ces sources soient plus hypothétiques, la détection d'un fond d'ondes gravitationnelles primordiales à partir d'elles serait une découverte majeure qui aurait un impact profond sur la cosmologie et sur la physique des hautes énergies,.

### Sources astrophysiques
Un fond astrophysique est produit par le bruit combiné de nombreuses sources astrophysiques faibles, indépendantes et non résolues. Par exemple, le fond astrophysique des fusions de trous noirs binaires de masse stellaire devrait être une source clé du fond stochastique pour la génération actuelle de détecteurs d’ondes gravitationnelles au sol. Les détecteurs LIGO et Virgo ont déjà détecté des événements d’ondes gravitationnelles individuels résultant de telles fusions de trous noirs. Cependant, il y aurait un grand nombre de telles fusions qui ne pourraient pas être résolues individuellement, ce qui produirait un bruit aléatoire dans les détecteurs. D'autres sources astrophysiques qui ne peuvent pas être résolues individuellement pourraient également donner naissance à un fond stochastique, comme les supernovas, ou des instabilités dans la rotation d'étoiles à neutrons.
Cependant, d'autres moyens d'observation pourraient observer un fond stochastique issu d'autres sources astrophysiques; c'est le cas pour les Pulsar Timing Arrays (PTA). Trois consortiums – le European Pulsar Timing Array (EPTA), l'Observatoire nord-américain Nanohertz pour les ondes gravitationnelles (NANOGrav) et le Parkes Pulsar Timing Array (PPTA) – se coordonnent en tant que l'International Pulsar Timing Array. Ceux-ci utilisent des radiotélescopes pour surveiller un ensemble de pulsars millisecondes, qui agissent comme un détecteur à l’échelle galactique sensible aux ondes gravitationnelles avec des basses fréquences, comprises entre le nanohertz et 100 nanohertz. Avec les télescopes existants, de nombreuses années d’observation sont nécessaires pour détecter un signal, et la sensibilité des détecteurs s’améliore progressivement. Les limites de sensibilité se rapprochent de celles attendues pour les sources astrophysiques.
Une des sources importantes pour les PTA serait les binaires de trous noirs supermassifs, qui possèdent des masses de 105 à 109 masses solaires se trouvent au centre des galaxies. Lorsque des galaxies fusionnent, on s’attend à ce que leurs trous noirs supermassifs centraux fusionnent également. L'accumulation de tels éléments peut être la source d'un fond d'ondes gravitationnelles à très basse fréquence, .

## Détection

Graphique de corrélation entre les pulsars observés par NANOGrav (2023) en fonction de la séparation angulaire entre les pulsars, par rapport à un modèle théorique de Hellings-Downs (en pointillés violets), comparé à l'absence d'un fond d'ondes gravitationnelles (vert uni),.

Le 11 février 2016, les collaborations LIGO et Virgo ont annoncé la première détection et observation directe d'ondes gravitationnelles, qui a eu lieu en septembre 2015; celle-ci correspond à une fusion de deux trous noirs et représente une première étape vers la détection potentielle d’un GWB.
Le 28 juin 2023, la collaboration NANOGrav a annoncé la preuve d'un fond stochastique utilisant les données d'observation d'un réseau de pulsars millisecondes,. Les observations de l'EPTA, de l'Observatoire Parkes et du Chinese Pulsar Timing Array (CPTA), ont également été publiées le même jour, fournissant une validation croisée des preuves du fond stochastique en utilisant différents télescopes et méthodes d'analyse. Ces observations ont fourni la première mesure de la courbe théorique de Hellings-Downs, c'est-à-dire la corrélation quadripolaire entre deux pulsars en fonction de leur séparation angulaire dans le ciel, signe révélateur de l'origine gravitationnelle du fond observé. La source exacte de ce fond d’ondes gravitationnelles ne peut pas être identifiées sans observations et analyses supplémentaires, bien que les binaires de trous noirs supermassifs soient les principaux candidats.